# Adolphe Tavernier
Pour les articles homonymes, voir Tavernier.
Adolphe Tavernier de son nom complet Adolphe Eugène Tavernier, né le 2 septembre 1853 dans l'ancien 2e arrondissement de Paris, et mort dans cette même ville le 20 juillet 1945, est un escrimeur, écrivain, critique d'art, collectionneur et journaliste français. 

## Biographie

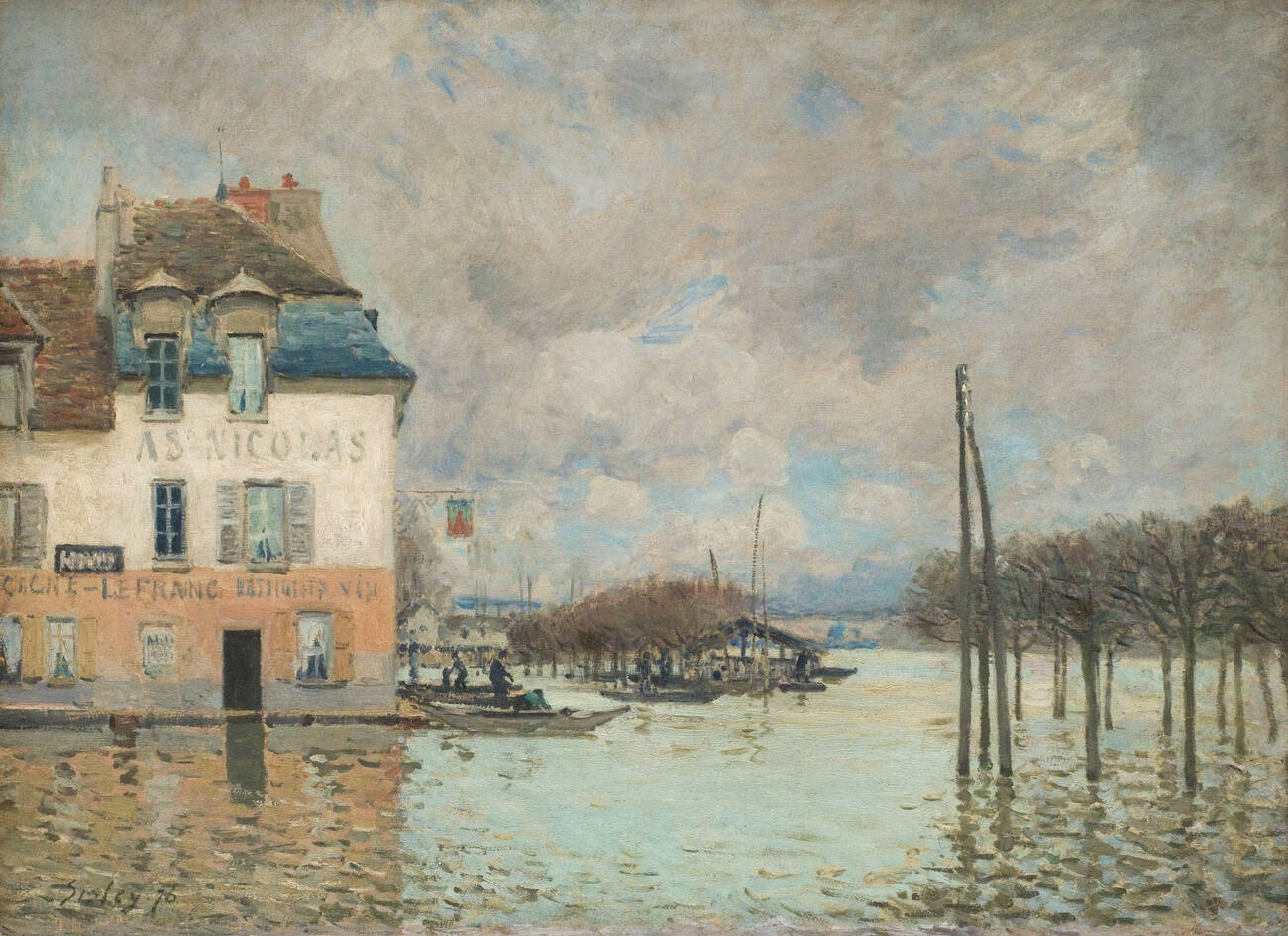
L'Inondation à Port-Marly,
1876, par Alfred Sisley, dans la collection Adolphe Tavernier jusqu'en 1900.

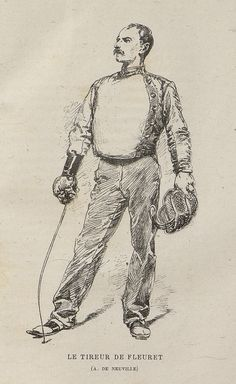
Le tireur de fleuret, gravure par Alphonse de Neuville, extrait de L'Art du duel d'Adolphe Tavernier.

Il écrit dans Gil Blas, L'Écho de Paris, et est rédacteur à l'Événement.
Il écrit aussi sous différents pseudonymes dont Le Sphinx, Fronsac, Royaumont, Saint-Georges ...  et Spada, pseudonyme utilisé par un dessinateur qui illustre quelques suppléments de L'Assiette au beurre en 1901 (« Tartines... »). 
Proche d'Alfred Sisley, il échange avec lui une correspondance et est l'un des collectionneurs les plus fidèles du peintre. Lors de l'enterrement d'Alfred Sisley au cimetière de Moret le 1er février 1899, il vient de Paris avec Pissarro, Renoir, Monet et Arsène Alexandre et prononce une oraison funèbre rendant hommage à « un magicien de la lumière, un poète des ciels, des eaux, des arbres, en un mot un des plus remarquables paysagistes de nos jours ».
Escrimeur, il fonde le 9 octobre 1881 la revue L'Escrime et écrit un livre intitulé L'Art du duel préfacé par Aurélien Scholl. Il est président du Cercle de l'Escrime et des Arts, situé rue Taitbout.
Il habite au 11 rue La Bruyère lorsqu'il épouse Louise Bocquet le 27 décembre 1884.
Edmond About lui adresse son ouvrage De Pontoise à Stamboul paru en 1884 accompagné d'une lettre.
Guy de Maupassant dédie Le Petit Fût, nouvelle parue en 1884 à Adolphe Tavernier.
Il reçoit la Légion d'honneur le 30 décembre 1885,.
En 1886, il réside à Paris, au 15 rue de Laval, quand il assigne M. A. Thomegueix afin qu'il ne se batte pas en duel avec Edmond Magnier, directeur de l'Événement qui lui est débiteur, et s'était battu en duel pour la même affaire avec le comte de Dion.
En mars 1900, sa collection est dispersée lors d'une vente par la galerie Georges Petit. La vente représente un succès pour l'école impressionniste. Parmi les 14 toiles de Sisley, Le Figaro rapporte les prix de vente de Rue, à Ville-d'Avray, Maison, sur les bords du Loing, La Première Neige, à Veneux-Nadon, Meule de paille, en Octobre, Rue, à Sèvres, Route de Versailles, Les Bords du Loing et L'Inondation,.
Une autre vente de sa collection a lieu le 15 avril 1907 à l’hôtel Drouot,. 
Avec son épouse, ils ont marié leur fille Geneviève avec Charles de Franco d'Almodovar en 1912 en l'église Saint-Honoré-d'Eylau à Paris,.
Il meurt le 20 juillet 1945 en son domicile, 28 boulevard Flandrin, dans le 16e arrondissement de Paris.

## Dans la fiction
Il est l'un des personnages du film Une affaire d'honneur (2023), dans lequel son rôle est joué par Guillaume Gallienne.

## Distinctions
- Chevalier de la Légion d'honneur (décret du 29 décembre 1885)